# Thamniochloris
Thamniochloris es un género de algas, en la familia Chaetophoraceae. Se trata de un alga verde. Es muy común en Europa oriental y Australia. Se sobrevive en el agua. También tiene una forma cilíndrica. Almacena los alimentos como el almidón. También es generalmente de color verde.